# Adrenalin
Adrenalin (af latin ad + renes = "til nyrerne") er et hormon i det sympatiske nervesystem og er prototypen på et sympatomimetikum. Dets kemiske sammensætning er C9H13NO3. 
Adrenalin kaldes populært for kamphormonet. Stoffets virkninger blev første gang demonstreret i 1895. Adrenalin virker principielt (1) på glat muskulatur i blodkar i muskler og hud, luftveje og tarmen. (2) På hjertets frekvens og sammentrækning. (3) På stofskiftet med frigørelse af glukose fra glykogen og fedtsyrer fra fedtvæv. (4) På andre hormoner som insulin og renin og på hypofysen. (5) På centralnervesystemet med stimulation af åndedrættet og årvågenhed samt nedsættelse af appetitten. (6) Modulerende på neurotransmittere. 
Adrenalin produceres i binyremarven og virker via aktivering af G-protein-koblede receptorer.

## Virkninger
Principielle virkninger 
- - alfa-stimulation
  - beta-1-stimulation
  - beta-2-stimulation

Metaboliske virkninger
- - Glykogenolyse
  - Lipolyse
  - Øger stofskiftet
  - Øger iltforbruget

## Anvendelse
Anvendelse som lægemiddel (inotropi, chronotropi)
- - Ved hjertestop
  - Ved anafylaktisk shock
  - Ved shocktilstande i øvrigt
  - Ved falsk strubehoste (pseudocroup)

Symptomer ved indgift
- - Øget puls og blodtryk
  - Øget blodsukker
  - Øget vejrtrækning
  - Sved
  - Gåsehud
  - Udvidelse af pupillerne
  - Afslapning af blære og tarm